# 沙百灵属
沙百灵属（学名：Spizocorys），是百灵科的一属。
属下物种有：
- 粉嘴沙百灵
- 斯克氏沙百灵
- 奥氏沙百灵
- 花脸沙百灵
- 博氏沙百灵